# Clemente Fracassi
Clemente Fracassi (né le 5 mars 1917 dans la province de Crémone et mort le 2 février 1993  à Rome) est un réalisateur, producteur et scénariste italien.

## Biographie
Clémente Fracasse naît à Crémone le 5 mars 1917. Après l'obtention d'un diplôme en jurisprudence à la fin des années trente, il commence à travailler dans le domaine du cinéma comme aide-réalisateur de Mario Camerini et de Mario Soldati. Appelé à remplacer ce dernier, il fait ses débuts à la réalisation avec Romanticismo en 1949.
Sa production extrêmement limitée en tant que réalisateur se situe dans le domaine du film d'opéra et du mélo, sur le modèle des films de Raffaello Matarazzo e Carmine Gallone. Il dirige Marcello Mastroianni dans Sensualité, film de 1952, et Sophia Loren, dans Aida en 1953, où l'actrice est doublée dans les scènes chantées par la voix de Renata Tebaldi. Il produit Vita da cani de Mario Monicelli et Steno en 1950 et travaille comme producteur exécutif avec Federico Fellini.
Il meurt le 2 février 1993 à Rome à l'âge de 75 ans.

## Filmographie

### Comme réalisateur
- 1949 : Romanticismo
- 1952 : Sensualité (Sensualità)
- 1953 : Aïda
- 1955 : Le Souffle de la liberté (Andrea Chénier)

### Comme producteur
- 1946 : Mon fils professeur (Mio figlio professore) de Renato Castellani
- 1947 : Vivre en paix (Vivere in pace) de Luigi Zampa
- 1948 : Sans pitié (Senza pietà) d'Alberto Lattuada
- 1950 : Vita da cani de Mario Monicelli et Steno
- 1957 : Marisa la Coquette (Marisa la civetta) de Mauro Bolognini
- 1957 : Voyage de plaisir (Camping) de Franco Zeffirelli
- 1959 : Femmine tre volte de Steno

## Source de la traduction
- (it) Cet article est partiellement ou en totalité issu de l’article de Wikipédia en italien intitulé « Clemente Fracassi » (voir la liste des auteurs).